# Cikloserin
Cikloserín, pod zaščitenim imenom Seromycin je učinkovina iz skupine antituberkulotikov (zdravil proti tuberkulozi) drugega reda. Sintetizirajo ga razne vrste bakterij iz rodu Streptomyces spp. V kombinaciji z drugimi antituberkulotiki se uporablja za zdravljenje aktivne tuberkuloze, ki je odporna proti antibiotikom prvega reda. Uporablja se peroralno.
Med pogoste neželene učinke spadajo preobčutljivostne reakcije, krči, zaspanost, parestezije. Ne priporoča se pri bolnikih, ki imajo ledvično odpoved, božjast (epilepsijo), veliko depresivno motnjo in pri alkoholikih. Varnost uporabe med nosečnostjo za zdravje plodu ni dokazana. Cikloserin ima podobno kemijsko zgradbo kot aminokislina D-alanin in moti tvorbo bakterijske celične stene.
Kot produkt bakterije iz rodu Streptomyces so jo odkrili leta 1954.  Uvrščen je na seznam osnovnih zdravil Svetovne zdravstvene organizacije, torej med najpomembnejša učinkovita in varna zdravila, potrebna za normalno zagotavljanje zdravstvene oskrbe.

## Uporaba v medicini

### Tuberkuloza
Cikloserin se uporablja v zdravljenju tuberkuloze kot zdravilo drugega reda, torej v primeru, ko se zdravila prvega reda ne morejo uporabiti. Uporablja se le za zdravljenje tuberkuloze, ki je večkratno odpornim sevom M. tuberculosis in sevom z razširjeno odpornostjo proti zdravilom. Kot zdravilo prvega reda se ne priporoča zaradi nevroloških neželenih učinkov, saj lahko prehaja v osrednje živčevje in povzroča glavobole, zaspanost, depresivnost, omotico, vrtoglavico, zmedenost, parestezije, disartrijo (motnjo govora), prekomerno razdražljivost, psihoze, krče in tresavico. Preveliko odmerjanje s cikloserinom lahko povzroči parezo (delno ohromelost), krče in celo komo. Sočasna uporaba alkohola poveča tveganje za pojav krčev. Sočasna uporaba piridoksina lahko zmanjša pojavnost nekaterih neželenih učinkov na osrednje živčevje, na primer krče.

### Psihiatrija
Pregled znanstvenih člankov, ki so ga leta 2015 opravili znanstveniki v organizaciji Cochrane, ni pokazal njegove učinkovitosti pri zdravljenju anksioznih motenj. Neka druga analiza je pokazala na preliminarne dokaze o določenih koristih.
Njegova uporaba pri zdravljenju odvisnosti ni podprta z dokazi.

## Mehanizem delovanja
Ciklosporin izkazuje svoj protibakterijski učinek tako, da zavira biosintezo bakterijske celične stene.  Glede na kemijsko zgradbo je ciklični analog D-alanina in deluje zaviralno na dva ključna encima, ki sta udeležena v tiste stopnje biosinteze peptidoglikana, ki potekajo v citosolu: alanin racemazo (Alr) in D-alanin:D-alanin ligazo (Ddl). Prvi je od piridoksal 5'-fosfata odvisen encim, ki pretvarja L-alanin v D-alanin, drugi pa je od ATP-ja odvisen encim, ki sodeluje pri vezavi dveh D-alaninskih ostankov, pri čemer katalizi nastanek dipeptidne vezi med njima. Če sta zavrta oba encima,
D-alaninski ostanki ne morejo nastajati in se med seboj nadalje povezovati.